# Bierdruckapparat
Als Bierdruckapparat wird eine mechanische Vorrichtung bezeichnet, die durch Gasdruck Bier aus Schenkfässern verzapft, d. h. in Trinkgefäße umfüllt.

## Funktionsweise

Einfacher Bierdruckapparat von Mahr u. Eisele

Bierdruckapparat mit flüssiger Kohlensäure

Der klassische Bierdruckapparat besteht aus einem Überdruck-Luftreservoir, das durch eine Luftverdichtungsvorrichtung gespeist wird. Dazu gehört ein Rohrsystem, durch welches die verdichtete Luft in ein Bierfass geleitet wird und aus einer Ableitung, durch die das Getränk in den Schankraum gedrückt wird. Hier konnte der Schankwirt das Bier dann aus Zapfhähnen in die Gläser laufen lassen.
Windkessel, Bierfässer und Druckerzeuger befinden sich meist im Keller unter dem Schenklokal, die Kompressionspumpen wurden von Menschen betrieben.
Einen einfachen Apparat zeigt die rechte Abbildung: „B“ ist ein Luftreservoir, in welches aus „A“ durch das Rohr „G“ Wasser einfließt, so dass die Luft entsprechend dem Höhenunterschied der beiden Gefäße komprimiert wird. „J“ ist das Vorratsgefäß des Bieres, meist ein Fass oder eine Tonne.
Andere Bierdruckapparate setzen eine Wasserleitung zur Energieversorgung des Kompressors voraus. Da die Bierdruckapparate mit nur einem Zylinder periodisch arbeiteten, sind später für stark frequentierte Lokale auch Apparate mit zwei kombinierten Kompressionszylindern konstruiert worden.
Ein Problem der klassischen Konstruktion war die Sauberkeit der Luft, die mittels verlängerter Zuleitungen und Filter verbessert wurde. Ein anderes Problem bestand in der Oxydation des Getränks durch den Luftsauerstoff, die den Geschmack beeinträchtigte. Ein Ersatz der Druckluft durch vorkomprimiertes Kohlendioxid löste dieses Problem (siehe linkes Bild).